# Амбоинская белоглазка
Амбоинская белоглазка (лат. Zosterops kuehni) — вид воробьиных птиц из семейства белоглазковых (Zosteropidae). Подвидов не выделяют.

## Этимология
Видовое название присвоено в честь энтомолога и коллекционера птиц Генриха Кюна (Heinrich Kühn (1860—1906)).

## Распространение
Эндемики Индонезии. Обитают на острове Амбон, дважды птиц наблюдали на Сераме.
Естественная среда обитания — субтропические или тропические влажные низменные леса; субтропические или тропические влажные кустарниковые степи и загородные сады на высота до 500 метров от уровня моря.

## Описание
Длина тела 12 см. Верхняя часть головы и верхняя сторона тела оливково-зелёные. Лоб более темный, вокруг глаза белое кольцо и чёрная полоса под ним. Радужка коричневая. Горло, грудка и подхвостье желтые. Брюшко серовато-белое. Ноги серые. Клюв чёрный сверху, серый снизу. Самец и самка похожи. Внешность молодых особей не описана. Пение — музыкальные трели, зов может включать отдельные шипящие звуки «тииу».

## Образ жизни
Мало сведений об образе жизни. На поиск пищи отправляется парами или в группах из 3—4 особей. Передвигается достаточно активно, но все же с осторожностью. Птиц наблюдают преимущественно на незаметных цветках в кронах альбиций или акаций.

## Охранный статус
МСОП присвоил виду охранный статус LC. Угрозой для вида считают возможное разрушение среды обитания. Природа острова Амбон находится под угрозой из-за растущего населения, а оставшиеся лесные массивы подвержены массивным вырубкам. Похожая ситуация была на острове Серам в 1862 году.